# Ióbates

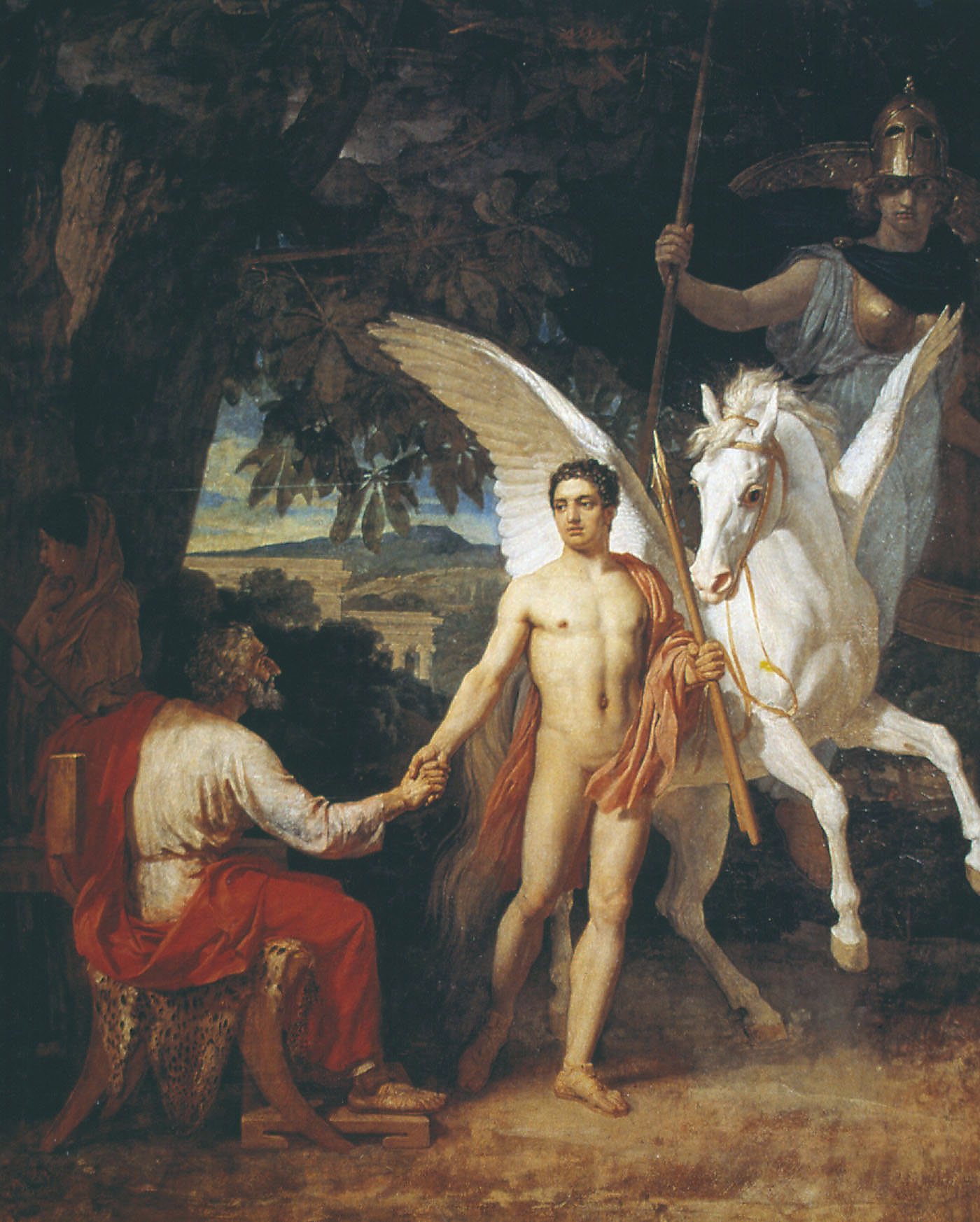
Ióbates por Alexander Andreyevich Ivanov

Na mitologia grega, Ióbates foi um rei da Lícia. (grego antigo: Ἰοβάτης) foi um rei da Lícia, pai de Antea e Philonoe. Ele às vezes era chamado de Amphianax. 

## Mitologia
Belerofonte foi enviado para o exílio na terra do rei Iobates. Proetus (rei de Argos e Tirinto) queria que Iobates matasse Belerofonte, mas Iobates temia a ira dos deuses se ele assassinasse um convidado. Então ele enviou Belerofonte em uma missão que considerou impossível: matar um monstro cuspidor de fogo, a Quimera.
Uma versão alternativa do início da missão é que Belerofonte encontrou Proetus, que ficou com ciúmes dele. Proetus era genro de Iobates e enviou Belerofonte a ele com uma mensagem selada que pedia que ele matasse Belerofonte. A Lícia na época estava no meio de uma praga horrível e Iobates não queria sobrecarregar a população com uma guerra, o que certamente resultaria se ele assassinasse Belerofonte. Em vez disso, ele o enviou para matar a Quimera.
A deusa Atena, percebendo que Belerofonte certamente morreria se ele empreendesse essa tarefa sozinho, enviou-lhe ajuda na forma do cavalo alado, Pégaso. Alternativamente, Belerofonte procurou o homem mais sábio da Lícia, Poliido, que lhe contou sobre o cavalo. Para obter os serviços do cavalo alado, Poliido disse a Belerofonte para dormir no templo de Atena. Enquanto Belerofonte dormia, ele sonhou com Atena colocando um freio de ouro ao lado dele; estava lá quando ele acordou. Belerofonte teve que se aproximar furtivamente de Pégaso enquanto ele bebia de um poço (Poliido disse a ele qual poço).

Belerofonte montou em seu corcel e voou para onde se dizia que a Quimera morava. Quando ele chegou, a Quimera era verdadeiramente feroz, e ele não podia machucar o monstro mesmo enquanto cavalgava em Pégaso. Ele sentiu o calor da respiração da Quimera e teve uma ideia. Ele pegou um grande bloco de chumbo e montou-o em sua lança. Ele então voou de frente em direção ao Chimera, segurando a lança o mais longe que pôde. Antes de interromper o ataque, ele conseguiu colocar a guia na garganta da criatura. O sopro de fogo da besta derreteu o chumbo e bloqueou sua passagem de ar. A Quimera sufocou e Belerofonte voltou vitorioso ao rei Iobates. Iobates era incapaz de acreditar que esse valente herói merecia a morte e, portanto, permitiu que Belerofonte se casasse com sua filha. Alternativamente, a filha de Iobates, Antea, amava Belerofonte. Ele a desprezou e ela cometeu suicídio. A outra filha de Iobates, Philonoe, teve um caso com Belerofonte.